# Richard Uffeln

Richard Uffeln 1907 als Alter Herr seiner Burschenschaft

Heinrich Louis Richard Uffeln (* 14. Mai 1859 in Lübbecke; † 27. September 1939 in Northeim) war Bürgermeister von Moringen (1890–1927).

## Leben
Geboren wurde Richard Uffeln 1859 in Lübbecke in Westfalen als Sohn eines Kämmerers. Nach dem Abitur am Gymnasium Marianum in Warburg studierte er Rechtswissenschaften; zuerst einige Semester an der Universität Straßburg, dann an der Georg-August-Universität in Göttingen, wo er 1883 in die Verbindung und spätere Burschenschaft Holzminda eintrat. Nach seinem Abschluss wurde er am 30. Oktober 1890 für 37 Jahre Bürgermeister von Moringen. Am 3. Januar 1905 wurde er Ehrenmitglied der Brauergilde Moringen. Nachdem er 1927 in den Ruhestand getreten war, verlegte er seinen Wohnsitz nach Northeim, wo er 1939 starb.